# Minamikjúšú
Minamikjúšú (japonsky 南九州市, Minamikjúšú-ši) je japonské město, které geograficky leží na jižním cípu poloostrova Sacuma, tedy je součástí ostrova Kjúšú a směrem na západ a na jih se rozkládá Tichý oceán. Co se týče geopolitiky, nachází se v prefektuře Kagošima.

## Historie
Město Minamikjúšú jako takové je mladé, vzniklo až 1. prosince 2007. Není to ale tak, že by zde do té doby nic nebylo. Minamikjúšú vzniklo spojením menších měst (zajímavostí je, že výchozí města ležela v různých okresech), a sice města Ei v okrese Ibusuki s městy Čiran a Kawanabe v okresu Kawanebe.

## Demografie
Na japonské poměry se jedná o relativně malé město. Při sčítání lidu v roce 2011 zde žilo necelých čtyřicet tisíc obyvatel (31. března 2011: 39 738 obyvatel) v asi sedmnácti tisících domácnostech. To při celkové ploše, kterou město zaujímá (357,85 km²), činí místní hustotu zalidnění 111 obyv./km².

## Politika
Město z politické stránky spravuje starosta (od roku 2020 Hirojuki Nuruki) a spolu s ním 20 radních.

## Kultura
Městské symboly jsou stromy čajovník a sakura, za oficiální městskou květinu se považuje slunečnice.
Turisté sem jezdí za památkami přírodního i městského rázu, nachází se zde například hrad Čiran, Dům samurajů Čiran, nebo vojenská budova Zhilan,[zápis?] ve které je zřízené Muzeum míru. Stojí tu také svatyně Sahara Hozu a svatyně Mizumoto, kde vytéká Pramen čisté vody. K městu náleží vodopády Yaseo.[zápis?]

## Doprava
Město dopravně zajišťuje vlaková linka Ibusuki Makurazaki společnosti JR Kjúšú, největší vlakový dopravce na ostrově Kjúšú.

## Osobnosti
Z Minamikjúšú pochází například:
- japonský armádní generál Šigeo Samedžima
- dřívější držitel rekordu o nejstaršího muže Nidžiró Tokuda
- zpěvačka Mizue Takada
- vědec Isamu Akasaki, který za svou práci obdržel v roce 2014 Nobelovu cenu za fyziku
- moderní gymnastka Hiroko Jamasaki, která zemi reprezentovala na olympijských hrách v Los Angeles v roce 1984.[6]